# Miłosz Kadziński
Miłosz Kadziński (ur. 1984) – polski inżynier informatyk, doktor habilitowany nauk technicznych. Specjalizuje się w inteligentnych systemach wspomagania decyzji. Adiunkt w Instytucie Informatyki Wydziału Informatyki Politechniki Poznańskiej.
Informatykę ukończył na Politechnice Poznańskiej w 2008. Stopień doktorski uzyskał w 2012 na podstawie pracy pt. Nowe kierunki w analizie odporności i modelowaniu preferencji w wielokryterialnym wspomaganiu decyzji, przygotowanej pod kierunkiem prof. Romana Słowińskiego. Habilitował się w 2017 na podstawie dorobku naukowego i cyklu publikacji pt. Metodyka komputerowego wspomagania decyzji oparta na różnorodnych formach pośredniej informacji preferencyjnej oraz wszechstronnej analizie odporności rozwiązań. 
W 2018 roku otrzymał nagrodę Ministra Nauki i Szkolnictwa Wyższego I stopnia za osiągnięcia naukowe.  
Od lipca 2019 jest członkiem Akademii Młodych Uczonych Polskiej Akademii Nauk. W październiku 2019 otrzymał nagrodę Best Paper Award organizacji INFORMS.
Artykuły publikował w takich czasopismach jak m.in. „European Journal of Operational Research", „Decision Support Systems", „Computers & Operations Research" oraz „Machine Learning".